# Шибенски партизански одред
Шибенски народноослободилачки партизански (НОП) одред НОВЈ формиран је 12. августа 1941. године на Писку код Шибеника. При формирању је имао 31 борца, углавном чланова КП Југославије, СКОЈ-а и симпатизера КПЈ из Шибеника. 
У покрету за Динару 18. августа ујутру, одред су напали усташе и италијански војници у Дрнишком гају, западно од Дрниша. Погинула су четири борца, а од осам заробљених партизана седам су стрељале усташе у Дрнишу. Већи део одреда, 19 бораца, пробио се на планину Промину. 
У даљем пребацивању за Динару, проказан од стране четника, одред је упао ноћу 24./25. августа у италијанску заседу код села Калдрме близу Книна, па је разбијен и делом уништен. Око десет бораца одреда стигло је у Дрвар и прикључило се крајишким партизанима. Само неколико бораца успело је да се пробије ка Шибенику.
Одред је почео поновно да се формира у Буковици новембра 1941. године. Тамо су се тог и наредног месеца прикупиле четири групе са преко 110 бораца из Шибеника, околних села и с острва. Од њих је, у децембру 1941, формирана Далматинска чета, која је убрзо ушла у састав личког партизанског батаљона „Марко Орешковић“.